# Reismehl

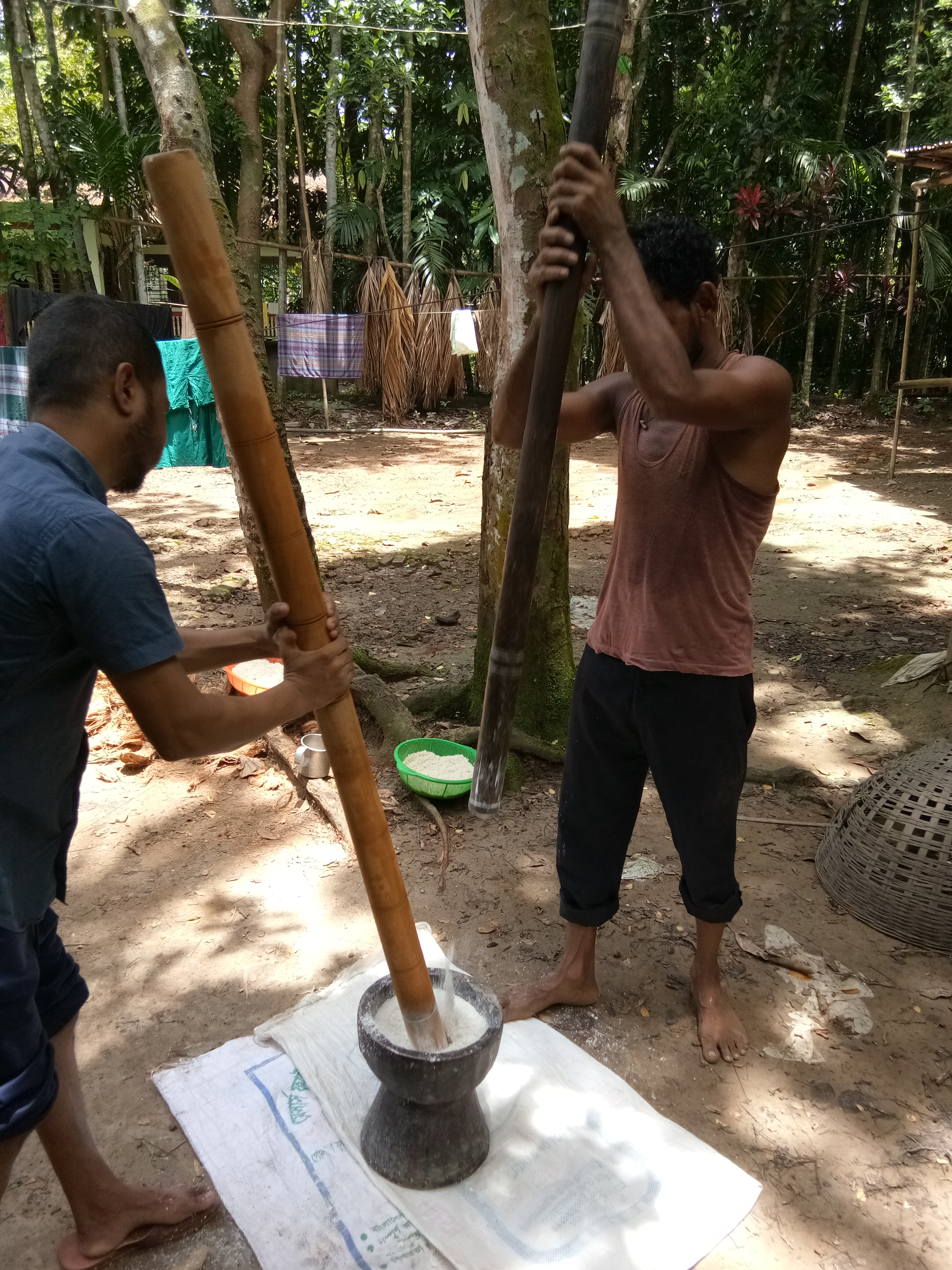
Die Herstellung von Reismehl in einem traditionellen Verfahren in Sylhet, Bangladesch

Reismehl ist ein aus Reis hergestelltes feines Mehl, das vorwiegend in der asiatischen Küche oder als Futtermittel Verwendung findet.

## Herstellung
Reismehl wird entweder aus Bruchreis (auf Walzenstühlen und Siebanlagen) oder aus einer Mischung von Schleifmehl (Polishings) und feinem Bruch hergestellt.
Aus „Wachsreis“ wird eine weitere Reismehlart hergestellt, die besonders für den Einsatz in der Gefrierkonservierung geeignet ist, da beim Auftauen der Produkte (Suppen, Soßen etc.) kein Absetzen von Wasser erfolgt, die übliche Phasentrennung also unterbleibt.
Bei Vollkornreis entsteht das braune Reismehl und bei Verwendung von Klebreis Klebreismehl. 

## Verwendung
- In Japan wird Reismehl aus Rundkorn- oder Klebreis zur Herstellung verschiedener Süßigkeiten wie Mochi verwendet.
- In der thailändischen Küche wird Reismehl zur Herstellung der Reisnudeln und hauchdünne Reisblätter verwendet.
- In der Koreanischen Küche werden aus Reismehl sogenannte Reiskuchen wie Tteok und Songpyeon hergestellt.
- In der südostasiatischen Küche sind Kokos-Reis-Pfannkuchen aus Reismehl, Kokosmilch und Zucker sehr beliebt.

Da Reismehl zu fast 80 % aus Reisstärke besteht, kann es wie Maisstärke (Maizena) oder Kartoffelstärke als Bindemittel zum Andicken von Saucen und Suppen verwendet werden. Reismehl enthält wie Maismehl im Gegensatz zu anderen Getreidemehlen keinen Kleber (Gluten). Deshalb ist es nur bedingt für Gebäck und Brot geeignet. Es wird bei glutenfreien Diäten benutzt.

## Zusammensetzung von Reismehl
Die Zusammensetzung von Reismehl schwankt naturgemäß, sowohl in Abhängigkeit von den Umweltbedingungen (Boden, Klima) als auch von der Anbautechnik (Düngung, Pflanzenschutz).
Angaben je 100 g essbarem Anteil:
| Bestandteile    |            |
| --------------- | ---------- |
| Wasser          | 12,5 g     |
| Eiweiß 1        | 6,7 g\|7,2 |
| Fett            | 0,7 g      |
| Kohlenhydrate 2 | 78,2 g     |
| Ballaststoffe   | 1,4 g      |
| Mineralstoffe   | 0,6 g      |

| Mineralstoffe |        |
| ------------- | ------ |
| Natrium       | 4 mg   |
| Kalium        | 105 mg |
| Magnesium     | 25 mg  |
| Calcium       | 7 mg   |

| Vitamine               |         |
| ---------------------- | ------- |
| Thiamin (Vit. B1)      | 60 µg   |
| Riboflavin (Vit. B2)   | 30 µg   |
| Nicotinsäure (Vit. B3) | 1400 µg |
| Vitamin B6             | 200 µg  |

1 mg = 1000 µg

Brennwert 1469 kJ, 346 kcal